# حوضچه‌های صخره‌ای چک چکو
حوضچه‌های صخره‌ای چک چکو مربوط به سده‌های متاخر دوران‌های تاریخی پس از اسلام است و در استهبان، دامنه جنوبی کوه تووش کزمون، مشرف به شهر واقع شده و این اثر در تاریخ ۱۵ دی ۱۳۸۷ با شمارهٔ ثبت ۲۴۲۰۳ به‌عنوان یکی از آثار ملی ایران به ثبت رسیده است.